# سیارک ۹۰۴۰
سیارک ۹۰۴۰ (به انگلیسی: 9040 Flacourtia، نامگذاری:1991BH1) نه هزار و چهلمین سیارک کشف شده‌است که در ۱۸ ژانویه ۱۹۹۱ کشف شد.
قدر مطلق سیارک برابر ۱۲٫۹۰ است.